# Бенгазі (аеропорт)
Міжнародний аеропорт Беніна (IATA: BEN, ICAO: HLLB) — міжнародний аеропорт в Лівії, що обслуговує місто Бенгазі та названий на честь передмістя, в якому він знаходиться. Є другим за пасажиропотоком, аеропортом Лівії (після головного летовища країни «Мітіга» в Триполі. Звідси часто літають рейси в Туніс, Єгипет та Туреччину. Був тимчасово зачинений на 3 роки (з 17 липня 2014 по 15 липня 2017) через громадянську війну.